# Bruno Capinan
 (septembre 2022).
Bruno Capinan, né le 18 octobre 1984, est un auteur-compositeur-interprète brésilien, citoyen canadien depuis 2014, et réside dans la ville de Toronto.

## Biographie
L'attention internationale est attirée pour la première fois en 2010, avec son premier album Gozo.
Ayant déjà sorti six albums en 2022, Divina Graça en 2016, suscita une large reconnaissance, notamment du journal britannique The Guardian qui a décrit sa voix comme "acrobatique, sensuelle, à la fois angélique et profane" et Libération l'appelant un "album méchamment beau".
Produit par Domenico Lancellotti de Rio de Janeiro et enregistré au Canada avec l'adhésion du musicien Bem Gil, il est sorti au Japon par la maison de disques P-vine Records, dans une édition spéciale avec un titre bonus et une couverture différente de celle du Brésil.
En 2017, une collaboration commence avec le compositeur et multi-instrumentite japonais Jun Miyake avec lequel il se produit lors de l'inauguration de la Japan House à São Paulo, comme seul Brésilien à participer au spectacle, qui a eu lieu à l'Arena do Ibirapuera devant un public record de vingt mille personnes;
Et apparaît sur sa sortie de 2018 Lost Memory Theatre-act 3 en tant que parolier et chanteur sur les morceaux "Pontual" et "Alta Maré". 
Également compositeur dans les disques du chanteur Filipe Catto (pt) et de la chanteuse de Bahia Márcia Castro (pt).
Son album Real a été considéré comme l'un des 25 meilleurs albums brésiliens du second semestre 2019 par l'Association des critiques d'art de São Paulo. 

## Vie privée
Capinan s'identifie comme non binaire,, et utilise le pronom « iel ».

## Discographie

### Albums
- Gozo[15] (2010)
- Tudo Está Dito[16] (2014)
- Divina Graça[17] (2016)
- 2019 : Real[18]
- 2020 : Leão Alado Sem Juba[19]
- 2022 : Tara Tara[20] (Tara est l’identité féminine du bodhisattva («bouddha en devenir»), "désir" en brésilien[21].) avec Vivian Kuczynski et Bem Gil